# Legion (Mark Shreeve)
Legion is het zevende album van Mark Shreeve.

## Geschiedenis
De naam Mark Shreeve kwam in die dagen steeds vaker bovendrijven in het circuit van de elektronische muziek. Het was de opkomst van een wat agressievere stijl in dat segment; zie bijvoorbeeld ook de ontwikkelingen binnen Tangerine Dream. Tegenover die wat robuustere stijl stonden nog de wat mager klinkende synthesizers van de jaren 80. Op het muzikfestival UK Electronica '83 mocht Schreeve optreden, andere muziekgroepen waren Tangerine Dream en Neuronium. Het festival werd gehouden in het kader van de oprichting van het platenlabel Jive Electro (TD tekende daar een contract mee).
Net als andere soloalbums van Shreeve is Legion moeilijk verkrijgbaar. Het album bevat een muzikale cameo van Christopher Franke van Tangerine Dream.  Legion verscheen als maxisingle. Het motto van het album is: "Out of place, out of time, there at the end, call me Legion...for we are many".

## Musici
- Mark Shreeve – synthesizers

met
- Christopher Franke – synthesizers in Icon
- Chrissie Bonnacci (van Girlschool) – gitaar in Sybex factor
- Pat McManus (van Mama’s Boys) – gitaar in Domain 7
- Sue Gresly – zang in Flagg

## Muziek
Alle van Shreeve behalve Icon door Shreeve en Franke

| Nr. | Titel                           | Duur |
| --- | ------------------------------- | ---- |
| 1.  | Legion                          | 5:28 |
| 2.  | Storm column                    | 5:08 |
| 3.  | Flagg                           | 8:24 |
| 4.  | Sybex factor                    | 5:18 |
| 5.  | Domain 7                        | 6:29 |
| 6.  | Icon                            | 3:56 |
| 7.  | The stand                       | 5:34 |
| 8.  | Legion (Spacemix)               | 5:50 |
| 9.  | Hammer and cross (alleen op cd) | 3:51 |

De teksten van "Flagg" zijn gebaseerd op het personage Randall Flagg uit de boeken van Stephen King. 